# Franz Xaver Reimspieß
Franz Xaver Georg Reimspieß (* 28. November 1900 in Wiener Neustadt; † 26. April 1979 ebenda) war ein österreichischer Fahrzeugkonstrukteur und Karikaturist.

## Leben
Reimspieß wuchs in Wiener Neustadt auf. Sofort nach der Hauptschule begann er, bei Austro Daimler in Wiener Neustadt als Gehilfe zu arbeiten, da sein Vater bedingt durch den Ersten Weltkrieg einrücken musste. Durch sein Talent auch komplizierte Zeichnung schnell und fehlerfrei zu erstellen wurde er bald als Technischer Zeichner eingestellt. Im letzten Kriegsjahr 1918 musste er einrücken. Er kam verwundet wieder nach Hause und arbeitete bei Austro Daimler weiter. Als es dort aber 1922 zu einer Kündigungswelle kam, verlor er diesen Job wieder. Reimspieß absolvierte ein Ingenieurstudium und fing 1925 wieder bei Austro Daimler an.

## Wirken
Er arbeitete zunächst an einem streng geheimen Projekt, dem Panzerwagen ADGZ. Austro Daimler durfte diesen nach dem Vertrag von St. Germain eigentlich nicht bauen. Dieses Projekt wurde bekannt und musste beendet werden. So arbeitete er weiter unter dem Konstrukteur Karl Rabe an Konstruktionen, wie dem ADR 6 oder ADR 8.
Nach der Schließung des Werkes in Wiener Neustadt ging er mit Rabe zu Porsche nach Stuttgart, wo zu dieser Zeit an der Entwicklung des VW Käfers gearbeitet wurde. Er konstruierte den legendären 4-Zylinder Boxermotor. Reimspieß erfand das VW-Logo und war am Entwurf des Porsche-Wappens beteiligt.
Während des Zweiten Weltkrieges entwickelte Reimspieß im Panzerentwicklungszentrum der Nibelungenwerke in St. Valentin als Chefkonstrukteur unter anderem den Panzer Porsche-Tiger.
Am 9. März 1939 wurde sein Sohn Peter Reimspieß geboren (aus der 1926 geschlossenen Ehe mit Maria Vyčichl), der später ebenfalls zeitweise bei Porsche arbeitete, bevor er nach mehrjähriger freier Designertätigkeit eine Professur für Produktdesign/Grundlagen an der Hochschule für Kunst und Design Halle/Burg Giebichenstein übernahm (bis 2004).
Nach dem Krieg war Franz Xaver Reimspieß kurze Zeit bei Steyr beschäftigt, ging aber bald wieder zu Porsche nach Stuttgart, wo er in den 1960er Jahren das Konstruktionsbüro leitete.
Erst nach seiner Pensionierung kam er wieder in seine Heimatstadt Wiener Neustadt zurück, wo er 1979 verstarb und auch beigesetzt wurde.
In Wiener Neustadt wurde ihm zu Ehren der Franz-Reimspieß-Weg benannt.